# GoldenEye: Source
GoldenEye: Source est un mod utilisant le moteur Source de Valve, il peut cependant être considéré comme un jeu à part entière car il s'est très éloigné du code d'Half-Life 2, code sur lequel il repose. C'est un remake multijoueur basé sur le jeu vidéo GoldenEye 007 sorti sur Nintendo 64 lui-même basé sur le film de James Bond portant le même titre, GoldenEye. Le projet a débuté en 2005. Le jeu est dépendant de la bibliothèque logicielle Source SDK Base 2007 et ne peut donc qu'être joué sur Windows nativement.

## Développement
La première version Alpha 1 est sortie le 25 décembre 2005, recevant plus de 65 000 téléchargements en deux semaines. La première version Beta 1 est sortie le 26 décembre 2006, avec un correctif non officiel publié un an plus tard. La Beta 3 est sortie le 7 février 2009 après une refonte complète du code pour la version Orange Box du moteur Source. La dernière version, la Beta 4, est sortie le 18 février 2010. La version 4.1, première version non bêta sort le 11 décembre 2010, suivit un an et demi plus tard de la version 4.2. La version 5.0 est sortie le 12 août 2016.

## Contenu officiel
Le jeu contient 25 cartes, 10 modes de jeu et 28 armes. Le jeu est disponible en plusieurs langues dont le français. Le jeu dispose d'un mode solo jouable avec des bots, mais le jeu ne comporte pas et ne comportera pas de mode histoire.

## Créations non officielles
Les fans du jeu créent des cartes avec le créateur de carte pour le moteur Source, Hammer, des modèles de joueurs et autres modifications du jeu et jouent sur leurs propres serveurs de jeu.
Il est estimé qu'environ 20 serveurs de jeu sont actifs.